# Pakakali
Pakakali (лат.) — род вымерших хищных млекопитающих отряда Hyaenodonta. До настоящего времени был обнаружен только верхнечелюстной остаток, который происходит из восточной Африки и относится к верхнему олигоцену около 25 миллионов лет назад. Находка относится к довольно маленькому животному, которое еще не полностью выросло, но, вероятно, жило как хищное и всеядное животное в лесистых заболоченных землях. Pakakali является первым гиенодонтом из этого периода в Африке. Он попадает в фазу, когда первые представители хищников достигли континента. Род был описан в 2017 году.
Название рода в переводе с суахили означает «свирепый кот» (суахили Paka — «кот» и Kali — «свирепый»). Видовое название относится к рифтовому бассейну Руква, в котором был обнаружен голотип.

## Стратиграфия
Единственные ископаемые останки (голотип RRBP 09088, фрагмент верхней челюсти) Pakakali были обнаружены в бассейне Руква на юго-западе Танзании в Восточной Африке. Бассейн Руква является частью Восточно-Африканской рифтовой долины и имеет одно из самых больших месторождений в регионе. Формация Nsungwe представляет собой континентальные рифтовые отложения, содержащие несколько ископаемых мест, расположенных в горизонтах, которые интерпретируются как отложения в пределах небольшой речной системы.
Самые старые отложения относятся к пермским. На них наложены богатые песчаниками образования, так называемая группа красного песчаника, которые принадлежат двум различным стратиграфическим единицам. Нижняя часть образует формацию Galula, толщина которого достигает более 500 м. Найденный там материал, помимо черепах и рыб, можно отнести к различным динозаврам и доисторическим млекопитающим. Выше находится формация Nsungwe толщиной около 300 м. Она, в свою очередь, делится на две страты: в нижней части ископаемое место Utengule и в верхней части ископаемое место Songwe, особенно богатый ископаемыми останками. Он состоит из серии грубых и мелкозернистых песчаников со встроенными слоями глины и алевролитов. Отложения обусловлены разветвленной речной системой, которая, вероятно, была обезвожена в близлежащем заболоченном месте. Также включены различные слои вулканического пепла из первоначально недалеко от центра извержения.
Nsungwe 2 является одним из самых богатых местностей в формации Nsungwe и датируется ~ 25,2 млн лет назад на основе биостратиграфии, датированных зольных отложений и геохронологии детритового циркона.

## Систематика
Pakakali является родом вымершего подсемейства Teratodontinae отряда Hyaenodonta. Hyaenodonta долгое время считались членами Creodonta, которых иногда ошибочно называют «первоначальными хищниками». Креодонты, в свою очередь, рассматривались как родственная группа современных хищников (Carnivora) в пределах родительской группы Ferae.
Teratodontinae образуют в Hyaenodonta сестринскую группу семейства Hyainailouridae. Teratodontinae характеризуются строением верхнечелюстных моляров, в которых para и metaconus слиты у основания, последние обычно доминируют над первыми. С другой стороны, у Hyainailouridae paraconus и metaconus объединены с amphiconus, и paraconus выше, чем metaconus. С точки зрения высоты двух горбов обнаруживается сходство у Teratodontinae и Hyaenodontidae, в последних образуют para- и metaconus, но также и amphiconus. С филогенетической точки зрения, Пакакали может быть одним из основных представителей Teratodontinae с более близкими отношениями к родам, таким как Brychotherium или, возможно, Glibzegdouia. Это происходит, однако, в значительной степени уже в эоцене. Чтобы обосновать точную филогенетическую позицию, требуется больше ископаемого материала из Pakakali.
Открытие Pakakali является первым из гиаценодонтов верхнего олигоцена в афро-арабском регионе. В эоцене и нижнем олигоцене гиенодонты были очень разнообразно представлены в регионе, что показывает, прежде всего, находки фаюма в Египте . Последующий разрыв передачи приходится на время, когда хищники впервые проникли на африканскую землю. Это стало возможным благодаря закрытию океана Тетис и появлению сухопутного моста в евразийское пространство. Миоприонодон — один из старейших доказанных хищников в Африкеиз восточной Африки, которая представляет собой сравнительно небольшого хищника без узкоспециализированных зубов. И хищники, и гиенодонты занимали одинаковые экологические ниши . До сих пор известно слишком мало находок, позволяющих реконструировать сообщество хищников этого времени и точно понять постепенное смещение хиенодонтена хищниками. Тем не менее, поразительной особенностью Hyaenodontae является развитие к специалистам по гиперкарналу (с содержанием мяса у современных плотоядных животных более 70 %), а также расширение спектра пищевых продуктов, например, от дюрофагов (моллюсков с твердой оболочкой)на основе) диета. Частично это связано с тренировками чрезвычайно маленьких и чрезвычайно крупных фигур.